# Conferencia de Savoy

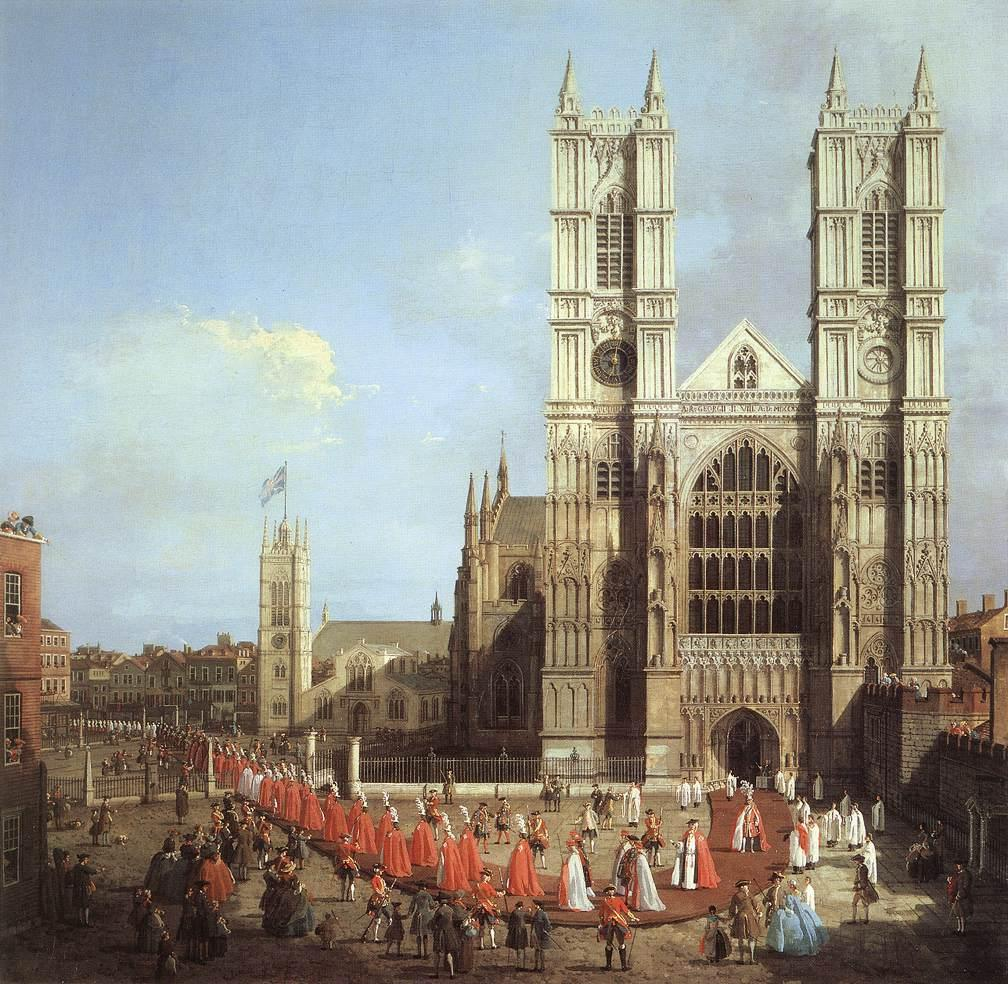
Abadía de Westminster (1749) de Canaletto

La Conferencia de Savoy de 1661 fue una importante discusión litúrgica que tuvo lugar, después de la Restauración de Carlos II, en un intento de lograr una reconciliación dentro de la Iglesia de Inglaterra.

## Desarrollo
Fue convocada por Gilbert Sheldon, en sus alojamientos en el Hospital de Savoy en Londres. Las sesiones de la conferencia comenzaron el 15 de abril de 1661 y continuaron durante aproximadamente cuatro meses. Para junio, quedó claro que había un punto muerto.
La conferencia fue asistida por comisionados: 12 obispos anglicanos y 12 ministros representantes de las facciones puritanas y presbiterianas. Cada lado también tenía nueve diputados (llamados asistentes o coadjutores). El presidente nominal fue Accepted Frewen, el Arzobispo de York. El objetivo era revisar el Libro de Oración Común. Richard Baxter, en representación del lado presbiteriano, presentó una nueva liturgia, pero esta no fue aceptada. Como resultado, la Iglesia de Inglaterra mantuvo tensiones internas sobre gobierno y teología, mientras que un número significativo de disidentes abandonaron su estructura y crearon grupos no conformistas que mantenían compromisos teológicos puritanos.
En 1662, siguió el Acta de Uniformidad, que ordenaba el uso del Libro de Oración Común de 1662 y provocó la Gran Expulsión.

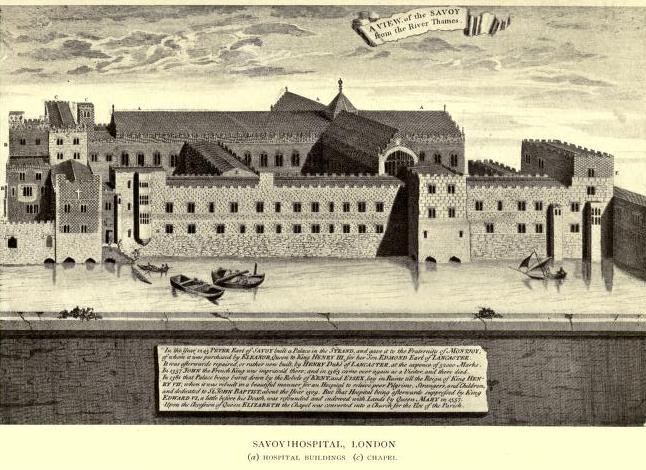
Hospital de Savoy

## Comisionados
Los comisionados y diputados nominados fueron los siguientes:
Por parte de los anglicanos:
- Accepted Frewen, Arzobispo de York
- Gilbert Sheldon, Obispo de Londres
- John Cosin, Obispo de Durham
- John Warner, Obispo de Rochester
- Henry King, Obispo de Chichester
- Humphrey Henchman, Obispo de Salisbury
- George Morley, Obispo de Worcester
- Robert Sanderson, Obispo de Lincoln
- Benjamin Laney, Obispo de Peterborough
- Brian Walton, Obispo de Chester
- Richard Sterne, Obispo de Carlisle
- John Gauden, Obispo de Exeter

Por parte de los presbiterianos:
- Edward Reynolds, Obispo de Norwich
- Anthony Tuckney
- John Conant
- William Spurstow
- John Wallis
- Thomas Manton
- Edmund Calamy, líder de la iglesia presbiteriana y anglicana inglesa. Conocido como «el viejo»
- Richard Baxter,  teólogo puritano no conformista, poeta y escritor de himnos.
- Arthur Jackson
- Thomas Case
- Samuel Clarke
- Matthew Newcomen

## Diputados
Por parte episcopal, estaban:
- John Earle, Decano de Westminster
- Peter Heylin, Subdecano de Westminster.
- John Hacket
- John Barwick
- Peter Gunning
- John Pearson
- Thomas Pierce
- Anthony Sparrow
- Herbert Thorndike

Por parte presbiteriana, estaban:
- Thomas Horton
- Thomas Jacomb
- William Bates
- John Rawlinson
- William Cooper
- John Lightfoot
- John Collinges
- Benjamin Woodbridge

Se suponía que habría un diputado más del lado presbiteriano, Roger Drake. Un error clerical hizo que su nombre apareciera como "William Drake" en el documento oficial, y él en realidad no asistió.

## Publicaciones
- "Orden de la Conferencia de Savoy", en Gee y Hardy Documentos Ilustrativos de la Historia de la Iglesia Inglesa, pp. 588–94 (Londres, 1896)
- Prof. Charles Woodruff Shields, Libro del Libro de Oración Común... como enmendado por los Divinos de Westminster, 1661 (Filadelfia, 1867; nueva ed., Nueva York, 1880).
- Daniel Neal, Historia de los Puritanos, parte iv (Nueva York, 1863)